# Bounce
Bounce е деветият студиен албум на американската рок група Бон Джоуви, издаден през 2002 г. Албумът е силно повлиян от атентатите на 11 септември 2001 година. Продаден е в повече от 4 милиона копия.

## Песни
1. Undivided
2. Everyday
3. The Distance
4. Joey
5. Misunderstood
6. All About Loving You
7. Hook Me Up
8. Right Side Of Wrong
9. Love Me Back To Life
10. You Had Me From Hello
11. Bounce
12. Open All Night